# Жердь (Светлогорский район)
Жердь (бел. Жэрдзь) — деревня в Сосновоборском сельсовете Светлогорского района Гомельской области Республики Беларусь.

## География

### Расположение
В 12 км на юго-запад от Светлогорска, 13 км от железнодорожной станции Светлогорск-на-Березине (на линии Жлобин — Калинковичи), 122 км от Гомеля.

### Гидрография
На реке Жердянка (приток реки Сведь).

## Транспортная сеть
Автодорога связывает деревню со Светлогорском. В среду, пятницу, субботу, воскресенье курсирует автобус номер 211 Светлогорск-Мартыновичи. На станции Жердь ежедневно курсирует электричка Жлобин-Калинковичи, Калинковичи-Жлобин. Планировка состоит из дугообразной короткой, почти широтной улицы, к которой на севере присоединяется переулок. Застройка двусторонняя, деревянная, усадебного типа.

## История
Согласно письменным источникам известна с XVIII века как селение в Мозырском повете Минского воеводства Великого княжества Литовского.
После 2-го раздела Речи Посполитой с 1793 года в составе Российской империи. Дворянка Вольская владела здесь в 1876 году 785 десятинами земли. Через деревню проходил тракт из Рогачёва на Волынь, имелась почтовая станция (8 перевозчиков). Согласно переписи 1897 года находился фольварк, в Карповичской волости Речицкого уезда Минской губернии.
В 1931 году жители вступили в колхоз.
До 16 июля 1954 года деревня входила в состав Давыдовского сельсовета Домановичского района, до 10 марта 1960 года — в состав Шатилковского сельсовета Паричского района, до 30 марта 1992 года — в состав Чирковичского сельсовета, до 16 декабря 2009 года в составе Печищанского сельсовета, с 16 декабря 2009 года в составе Сосновоборского поселкового Совета депутатов, с 12 декабря 2013 года в составе Сосновоборского сельсовета.

## Население

### Численность
- 2021 год — 50 жителей

### Динамика
- 1897 год — 3 двора, 20 жителей (согласно переписи)
- 1925 год — 8 хозяйств
- 1930 год — 11 дворов 55 жителей
- 1959 год — 163 жителя (согласно переписи)
- 2004 год — 20 хозяйств, 26 жителей
- 2021 год — 50 жителей (7 постоянные,43 непостоянные)